# Zorin OS
Zorin OS és una distribució del sistema operatiu GNU/Linux feta a Irlanda basada en Ubuntu i orientada principalment a usuaris novençans en GNU/Linux, però al seu torn familiaritzats també amb sistemes operatius Windows. De fet, Zorin OS fou una de les distribucions pioneres, juntament amb Linux Mint i Q4OS, de GNU/Linux la Interfície d'usuari de les quals més s'assimilava a Windows.
Un dels objectius d'aquesta distribució és intentar, des d'un primer moment, brindar-li a l'usuari una interfície gràfica amigable i similar a la dels sistemes Windows 7 i Windows XP, permetent a més un determinat grau de compatibilitat amb aquests sistemes mitjançant la utilització de WINE. Addicionalment, ofereix una sèrie de petites eines pròpies que simplifiquen algunes configuracions relacionades, com per exemple, amb la interfície gràfica i/o elecció del software.

## Característiques
Zorin OS inclou una selecció bastant estàndard de programari en la versió normal, encara que existeix major capacitat d'elecció amb les versions premium (Ultimate, Business, Multimèdia i Gaming). Mozilla Firefox és el navegador per defecte, no obstant això, Chromium, Opera i Midori poden ser instal·lats amb bastant facilitat utilitzant Web Browser Manager o la utilitat Programari. Altres programes que venen per defecte instal·lats són: Rhythmbox com a reproductor de música, GIMP com a editor d'imatges i LibreOffice com a paquet ofimàtic.

## Edicions
Zorin OS compta amb diferents edicions per a diferents propòsits. Es distingeixen dos grans grups:

### Edicions gratuïtes
Core
És la versió bàsica que posseeix l'entorn d'escriptori GNOME juntament amb les aplicacions d'ús diari.

Lite
Està pensada per a PC amb baixos recursos. Posseeix l'entorn d'escriptori XFCE, i es van reemplaçar les aplicacions de la versió Core per altres alternatives que requereixin pocs requisits de maquinari. Requereix 512 MB de RAM i un processador a 1 GHz com a mínim.

Educational
Ve amb aplicacions educatives preinstal·lades, destinades als estudiants dels diferents nivells del sistema educatiu.

### Zorin OS Pro
Cal una petita contribució obligatòria per a la seva descàrrega. Aquesta edició conté dissenys d'escriptori exclusius que imiten la interfície de macOS, Windows 11, Ubuntu, etc. Inclou una gran quantitat de programari preinstal·lat, destinat principalment a la productivitat i al treball creatiu.

## Llançaments
A continuació es llisten les dates de llançaments:
| Versió ja no suportada | Versió encara suportada | Versió en fase beta |

| Versió                            | Data de llançament     |
| --------------------------------- | ---------------------- |
| 1.0                               | 1 de juliol de 2009    |
| Limited Edition '09 (2.0 Preview) | 7 de desembre de 2009  |
| 2.0                               | 1 de gener de 2010     |
| 3.0                               | 10 de juny de 2010     |
| 4.0                               | 22 de desembre de 2010 |
| 5.0                               | 6 de juny de 2011      |
| 5.1                               | 9 de febrer de 2012    |
| 5.2                               | 23 de març de 2012     |
| 6.0 (LTS)                         | 18 de juny de 2012     |
| 6.1                               | 8 de novembre de 2012  |
| 6.2                               | 16 de febrer de 2013   |
| 6.3                               | 13 de maig de 2013     |
| 6.4                               | 28 d'agost de 2013     |
| 7.0                               | 9 de juny de 2013      |
| 8.0                               | 27 de gener de 2014    |
| 9.0                               | 15 de juliol de 2014   |
| 10.0                              | 1 d'agost de 2015      |
| 11.0                              | 3 de febrer de 2016    |
| 12.0                              | 18 de novembre de 2016 |
| 12.1                              | 27 de febrer de 2017   |
| 12.2                              | 8 de setembre de 2017  |
| 12.3                              | 15 de març de 2018     |
| 15.0                              | 5 de juny de 2019      |
| 15.3                              | 8 de setembre de 2020  |
| 16                                | 17 d'agost de 2021     |